# 高浪浦戰役
高浪浦戰役，是朝鮮戰爭開始後，朝鮮人民軍越過38線全面南侵而發起的戰役，結果是韓國高浪浦里落入朝鮮軍隊手中。